# Протактил
Протактил е език, използван от хора, които са слепи и глухи. Различен е от други езици, които използват визуална информация, защото разчита на докосване. Протактил произхожда от комуникацията на събрание от сляпоглухите хора в Сиатъл през 2007 г. и включва някои знаци от американския жестомимичен език. Протактил е все по-популярна система за комуникация в Съединените щати.